# Yoram Tsafrir
Yoram Tsafrir (hébreu : יורם צפריר ; 30 janvier 1938 - 23 novembre 2015) est un archéologue israélien. 
Ses recherches ont inclus l'influence byzantine sur les synagogues anciennes, la démographie de la Palestine à l'époque byzantine, les mosaïques à Horvat Berachot, les fouilles à Beit She'an et les fouilles à Rehoboth (dans le Néguev). Professeur émérite de l'Institut d'archéologie de l'Université hébraïque de Jérusalem, il était membre de l'Académie israélienne des sciences et sciences humaines,. 

## Biographie
Yoram Tsafrir est né en 1938 à Kfar Azar dans le district de Tel Aviv. Diplômé de l'Université hébraïque de Jérusalem en 1976, il y est devenu maître de conférences en 1978, professeur en 1987 et professeur émérite en 2006. De 1989 à 1992, il a été directeur de l'Institut d'archéologie et directeur de la Bibliothèque nationale et universitaire juive de 2001 à 2007. Il a également été invité à l'Université d'Harvard, Dumbarton Oaks, Washington DC. Yoram Tsafrir est décédé le 23 novembre 2015 dans un hôpital de Jérusalem. 

## Travail
Son travail porte principalement sur l'archéologie et l'histoire de la Palestine et de l'Orient durant les périodes hellénistique, romaine, byzantine et islamique précoce. Ses fouilles archéologiques ont couvert Bet She'an-Scythopolis, Rehoboth dans le Néguev, Alexandreion (Sartaba), Horvat Berachot (entre Bethléem et Hébron) et de nombreux autres sites. 
Tsafrir a affirmé que vers l'an 400 de notre ère, les chrétiens «constituaient la majorité des habitants en Palestine»,. Il a également conclu que pratiquement aucune synagogue en Palestine ne pouvait être datée du deuxième et du début du troisième siècle. 
À Jérusalem, Tsafrir a travaillé sur de nombreux monuments, dont la forteresse d'Acra et Nea Ekklesia des Theotokos. De 1974 à 1975, il a supervisé et mis à jour le modèle Holyland de Jérusalem, un projet de Michael Avi-Yonah (1904-1974), dont il était l'élève. 
Avec Yitzhak Magen, il publie Two Seasons of Excavations à Sartaba / Alexandrium Fortress (1984). En 1993, il a publié Ancient Churches Revealed. La même année, Tsafrir et Gideon Foerster ont organisé un groupe d'étude à l'Institut d'études avancées de Givat Ram sur le thème de la conceptualisation de la fin des anciennes villes méditerranéennes. 
Son travail implique également des recherches sur la géographie de la Palestine historique, et il est co-auteur de Tabula Imperii Romani Iudaea-Palaestina: Eretz Israel dans les périodes hellénistique, romaine et byzantine; Cartes et répertoire géographique. L'exploration et les conclusions préliminaires de Tsafrir et Gideon Foerster sur Beit She'an / Scythopolis ont été rapportées dans Urbanism at Scythopolis: Bet Shean in the IVe to VIIth siècles (1997), suivi de Skythopolis: Vorposten der Dekapolis (2002 ). Son examen critique de La numismatique et la fondation d'Aelia Capitolina apparaît dans The Bar Kokhba War Reconsidered de Peter Shafer (2003). Il a contribué à La nouvelle encyclopédie des fouilles archéologiques en Terre Sainte. 

### Modèle de Jérusalem
Une maquette de Jérusalem donnant une vue vivante de la ville telle qu'elle existait avant sa destruction par les Romains en 70 apr. J.-C., a été préparée par les archéologues associés à l'étude de la culture ancienne de la ville. Le projet a été parrainé en 1964 par le Holyland Hotel de Jérusalem. Il a été réalisé entre 1964 et 1974 par Michael Avi-Yonah et a été élaboré et affiné  par Tsafrir. La maquette a été fabriquée avec des matériaux authentiques tels que la pierre et le marbre de Jérusalem [Information douteuse], orné de petits carreaux de céramique colorés et de feuilles d'or utilisées pour la dorure du Temple et des palais. La maquette a été construite à l'échelle 1:50 et a été présentée avec des illustrations et des brochures explicatives par Tsafrir. 

## Liste (partielle) des œuvres
- Y. Tsafrir, Leah Di Segni et Judith Green, (TIR): Tabula Imperii Romani: Judaea, Palaestina, Jerusalem, Israel Academy of Sciences and Humanities, 1994 (ISBN 965-208-107-8, lire en ligne)